# Enric Ucelay-Da Cal
Enric Ucelay-Da Cal (Nueva York, Estados Unidos, 1948) es un historiador español especializado en Historia Contemporánea, catedrático emérito de la Universidad Pompeu Fabra de Barcelona.

## Biografía y estudios
Es hijo del filológo y escritor Ernesto Guerra da Cal y de la escritora y académica Margarita Ucelay, exiliados españoles, y sobrino de la arquitecta Matilde Ucelay. Entre 1965 y 1969 estudió en el Bard College, Nueva York (actualmente Bard University) y se licenció en Artes (Bachelor of Arts) en 1969, siendo premiado con una Woodrow Wilson Scholarship. Fue aceptado en la Graduate School la Columbia University de Nueva York, donde estudió con Arno Mayer y Robert O. Paxton (de quien fue "research assistant"). Obtuvo un doctorado (Ph. D.) en 1970 con la tesis Estat Català: The Strategies of Separation and Revolution of Catalan Radical Nationalism (1919-1933) (Ann Arbor, Michigan, USA: University Microfilms International), dirigida inicialmente por Paxton y después por el hispanista Edward Malefakis.
Se trasladó a España en 1974 y reinició sus estudios, licenciándose en Historia en la Universidad de Barcelona en 1980 y culminando sus estudios en 1983 con un doctorado en Historia en la Universidad Autónoma de Barcelona con la tesis El nacionalisme radical català i la resistència a la Dictadura de Primo de Rivera, 1923-1931, dirigida por Josep Fontana. Para elaborar esta tesis, Ucelay-Da Cal utilizó numerosos fondos de archivos de Francia, Italia, Bélgica, Suiza, Alemania, Reino Unido y Portugal, además de España. En 1983 consiguió la ciudadanía española. Entre 1983 y 2021 estuvo casado con Mary Dorsey Boatwright (1947-2021), en cuyo nombre se creó la Fundació Mary Dorsey per a l'Estudi de la Història Contemporània.

## Profesor universitario
En la Universidad Autónoma de Barcelona ha sido profesor titular de Historia Contemporánea entre 1985 y 1995 y catedrático de Historia Contemporánea entre 1995 y 2006. Desde 2006 es catedrático de Historia Contemporánea en la Universidad Pompeu Fabra, jubilado en septiembre de 2018. Ha sido también visiting professor en la Universidad Duke entre febrero y abril de 1994 y en la Venice International University en el semestre de primavera de 2002, así como visitor scholar en la École des Hautes Études de Sciences Sociales de París en abril de 2004.
Desde muchos años atrás, ha trabajado con jóvenes y prometedores investigadores, así como con profesores como Francisco Veiga, el principal investigador español sobre la Europa del Este; Joan Maria Thomàs, especialista en la historia de la Falange Española; Xavier Casals, el mejor conocedor sobre el neonazismo en España; Ferran Gallego, historiador del nacionalismo en Bolivia y Alemania; Florentino Rodao, el mejor especialista español sobre relaciones hispano-japonesas en las décadas de 1930 y 1940; Xosé M. Núñez Seixas, especialista en nacionalismo español; David Martínez Fiol, que ha investigado la recepción entusiástica de la Primera Guerra Mundial en España; y Arnau González Vilalta, historiador especializado en diversos temas de Historia Contemporánea.

## Investigación histórica
La investigación historiográfica de Enric Ucelay-Da Cal se ha centrado en la historia contemporánea de España y Cataluña, el nacionalismo español y catalán, y abarca temas específicos como el papel del separatismo catalán (Estat Català) durante la Segunda República española y la Guerra civil española; el análisis del concepto de «populismo» en España y sus conexiones con América Latina; las dinámicas regionales vinculadas a una historia «nacional» general, o la antropología de la religión como método para interpretar la Guerra civil española.

## Obra
Enric Ucelay-Da Cal ha publicado más de 350 artículos académicos en revistas especializadas y es autor de libros en español, catalán, inglés, francés e italiano, así como de diversas reseñas de obras especializadas. Sus libros más destacados son:
- La Catalunya populista: Imatge, cultura i política en l'etapa republicana, 1931-1939. Barcelona: La Magrana, 1982 (ISBN: 8474100925).

- Francesc Macià. Una vida en imatges. Barcelona: Generalidad de Cataluña, 1984 (ISBN: 8439303467).

- Macià i el seu temps.  Barcelona: Diputació de Barcelona, 1985;  2.ª edición, 1988 (ISBN:  845050774X).

- La Joventut a Catalunya al segle XX: materials per a una història. Barcelona, Diputació de Barcelona, 1987 (ISBN: 845055523X).

- La paz simulada: una historia de la Guerra Fría, 1941-1991, conjuntamente con Francisco Veiga y Ángel Duarte. Madrid: Alianza Editorial, 1997; 2.ª edición, 2006 (ISBN: 8420648272).[6]

- El imperialismo catalán. Prat de la Riba, Cambó, D’Ors y la conquista moral de España. Barcelona: Edhasa, 2003 (ISBN: 8435026493).[7][8][9][10][11]
- Notícia nova de Catalunya: consideracions crítiques sobre la historiografia catalana als cinquanta anys de Notícia de Catalunya de Jaume Vicens i Vives, conjuntamente con Josep Maria Fradera. Barcelona, Centro de Cultura Contemporánea de Barcelona, 2005 (ISBN: 8496103935).

- Contra Companys. La frustración nacionalista ante la Revolución, editado conjuntamente con Arnau González Vilalta. Valencia, Publicaciones de la Universidad de Valencia, 2012 (ISBN: 978-84-370-8818-1).

- 6 d'Octubre. La desfeta de la revolució catalanista de 1934, editat conjuntament amb Arnau González i Vilalta i Manel López. Barcelona: Editorial Base, 2014 (ISBN 978-84-16166-19-0).[12]
- Macià al país dels soviets, conjuntamente con Joan Esculies. Barcelona: Edicions de 1984, 2015 (ISBN: 978-84-15835-68-4).
- Joan Lluhí i Vallescà. L'home que va portar la República, conjuntamente con Arnau González i Vilalta. Barcelona: Editorial Base, 2017 (ISBN: 978-84-16587-55-1).
- El proceso separatista en Cataluña. Análisis de un pasado reciente (2006-2017), cooordinado con Steven Forti y Arnau González i Vilalta. Granada: Editorial Comares, 2017 (ISBN: 978-84-9045-560-9).
- "Tumulto". Meditacions sobre l'octubre català (2017), conjuntament con Arnau González i Vilalta y Plàcid Garcia.Planas. Maçanet de la Selva: Editorial Gregal, 2017 (ISBN: 978-84-17082-38-3).
- El catalanisme davant del feixisme, 1919-2018, coordinado con Arnau González i Vilalta y Xosé Manoel Núñez Seixas. Maçanet de la Selva: Editorial Gregal, 2018 (ISBN: 978-84-17082-73-4).

- Breve historia del separatismo catalán. Barcelona: Ediciones B, 2018. (ISBN 978-84-666-6511-7).
- L'aparença d'un poder propi. La mancomunitat de Catalunya i el catalanisme, coordinado con Arnau González i Vilalta y Josep Pich Mitjana. Catarroja-Barcelona, Editorial Afers, 2019 (ISBN: 978-84-16260-77-5).
- Patrias diversas, ¿misma lucha? Alianzas transnacionalistas en el mundo de entreguerras (1912-1939), coordinado con Xosé M. Núñez Seixas y Arnau González i Vilalta, Barcelona, Ediciones Bellaterra, 2020 (ISBN: 978-84- 7290-990-8).
- El Mediterrani Català (1931-1939), un inèdit contemporani, dirigido por Enric Ucelay-Da Cal, Susanna Tavera, Àngel Duarte y David Martínez Fiol, edición de Arnau González i Vilalta, Maçanet de la Selva, Editorial Aledis, 2022 [inédito desde 1995] (ISBN: 978-84-124555-2-6).
- El Fascio de las Ramblas, Los orígenes catalanes del fascismo español, con Xavier Casals Meseguer. Barcelona, Pasado y Presente, 2023 (ISBN: 978-84-125954-6-8).
- La Cataluña populista. Imagen, cultura y política en la etapa republicana (1931-1939), Madrid, Taurus, 2024 (ISBN: 978-84-306-2652-6).